# Parazaona pycta
Espèce
Parazaona pycta est une espèce de pseudoscorpions de la famille des Chernetidae.

## Distribution
Cette espèce est endémique de la région de Tarapacá au Chili. Elle se rencontre vers Pica.

## Description
Le mâle holotype mesure 3 mm et la femelle paratype 3,5 mm.

## Publication originale
- Beier, 1964 : Die Pseudoscorpioniden-Faunas Chiles. Annalen des Naturhistorischen Museums in Wien, vol. 67, p. 307-375 (texte intégral).